# نبرد تطوان
نبرد تطوان (انگلیسی: Battle of Tétouan) یک نبرد در تطوان، سال ۱۸۶۰ بود که میان یک ارتش اسپانیایی در شمال آفریقا و نیروهای مسلح پادشاهی مراکش رخ داد. این نبرد بخشی از جنگ اسپانیا و مراکش است.